# Ван де Велде, Анри
Анри ван де Велде (нидерл. Henry van de Velde ([ɑ̃ˈri vɑndəˈvɛldə]), полное имя — Анри или Хенри Клеменс ван де Велде (нидерл. Henry Clemens van de Velde), также Хенри ван де Велде, Анри ван де Вельде; 3 апреля 1863, Антверпен, Бельгия — 25 октября 1957, Цюрих, Швейцария) — бельгийский архитектор, живописец, график, художник декоративно-прикладного искусства, теоретик искусства и художественный критик, один из родоначальников стиля ар-нуво.

## Биография

### Ранний период жизни и творчества
Анри ван де Велде родился в Антверпене 3 апреля 1863 года. В 1880—1882 годах учился живописи в Королевской академии изящных искусств в Антверпене у Мари Шарль Верла́. В 1884—1885 годах продолжал учёбу в Париже у Каролюса-Дюрана.
Когда ему было двадцать два года, после посещения Барбизона Анри, по примеру французских «барбизонцев», переехал в отдалённую деревушку Вехельдерзанде (Wechelderzande) близ Лилля (провинция Антверпен). Там, поселившись в гостевом доме «De Keizer», вопреки навязанному брюссельской школой академизму, он стал писать простые сельские пейзажи и портреты местных жителей. Затем переехал в Ноордеркемпен, где также формировалась своеобразная колония художников.
Ранние картины ван де Велде написаны под непосредственным воздействием пуантилизма Жоржа Сёра, который в те годы, не получив признания во Франции, часто показывал свои картины на выставках в Бельгии. Живопись ван де Велде до 1900-х годов представляла собой соединение дивизионизма (пуантилизма), символизма и декоративной стилизации изогнутых линий, заимствованных из поздних картин Ж. Сёра, предвещающих орнаментику стиля ар нуво.
В 1884 году Анри ван де Велде участвовал в первой выставке Общества Независимых художников (Société des Artistes Indépendants) в Париже. В 1889 году ван де Велде стал членом бельгийской группы художников Общество XX (Les XX). На выставках Общества можно было увидеть картины Поля Гогена, Камиля Писсарро, Анри де Тулуз-Лотрека. После того, как Винсент Ван Гог представил некоторые работы на ежегодной выставке общества, ван де Велде стал одним из первых художников, на которых Ван Гог оказал существенное влияние. Он посетил вдову Тео Ван Гога, брата недавно умершего Винсента. Он получил хорошее представление почти обо всём творчестве художника и понял, что он никогда не достигнет такого ошеломляющего уровня как живописец.
Художественные выставки общества, проводимые в Брюсселе, объединяли новаторов всех видов искусства и различных художественных течений, отвергаемых в те годы парижской критикой и публикой. Формальные поиски этих художников послужили одним из источников «нового искусства», название которого (L’Art Nouveau) впервые прозвучало со страниц издаваемого организаторами общества журнала «Современное искусство». С 1894 года общество стало называться «Свободная эстетика» (La Libre Esthetique), в его деятельности принимал активное участие Уильям Моррис, под влиянием которого у ван де Велде окрепло желание заниматься декоративным искусством. Ван де Велде утверждал в 1894 году: «То, что на пользу лишь одному, сейчас почти неприменимо, и в будущем обществе почётом будут окружать лишь то, что полезно всем».
В 1892 году Анри Ван де Велде бросил занятия «фигуративной живописью». Именно он первым стал писать абстрактные акварели, после чего стал создавать эскизы оформления интерьеров, ювелирных изделий, одежды, рисунки шпалер и аппликаций на ткани, посуды из фарфора. Его встреча с Марией Сет (Maria Sèthe), его будущей женой, сыграла важную роль в этом изменении. Они вместе работали над несколькими проектами, включая создание обоев, тканей и женской одежды. Их дом «Блуменверф» (нидерл.  Bloemenwerf — «Цветочный двор») в Уккеле (пригород Брюсселя), стал первым архитектурным опытом ван де Велде, вдохновлённым английским движением «Искусства и ремёсла». Его внешний вид напоминал «Красный дом» Уильяма Морриса. Мария Сет создала сад, окружающий дом. 1896 годом датируется знаменитая фотография жены художника со спины в платье с флоральным декором «ар нуво», созданным по рисунку Ван де Велде, на фоне его же абстрактных акварелей.
С 1895 года Анри Ван де Велде проектировал интерьеры и мебель для художественной галереи «L’Art Nouveau» Зигфрида Бинга в Париже. На Художественной выставке в Дрездене 1897 года он представил ткани, обои, мебель. Ван де Велде показал свои работы в павильоне Бинга на Парижской Всемирной выставке 1900 года.
С начала 1890-х годов Ван де Велде выступал в печати как художественный обозреватель. С 1893 года увлёкся книжной графикой, он создавал обложки книг и журналов, а также мебель для редакций журналов «Новое искусство» Зигфрида Бинга, «Югендстиль» (Jugendstil) и «Декоративное искусство» (Dekorative Kunst) Юлиуса Мейера-Грефе.

### Работа в Германии

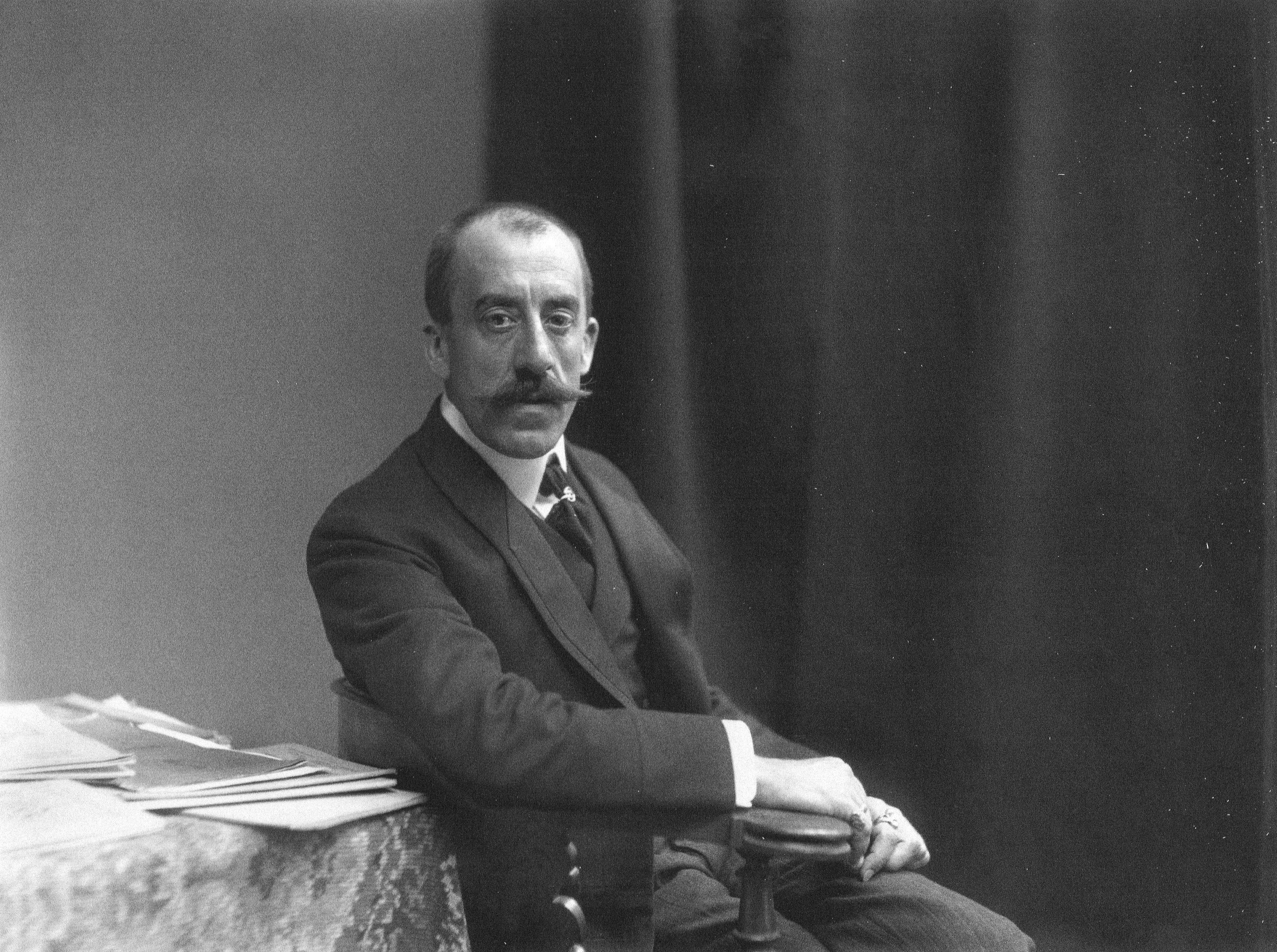
А. Ван де Велде. 1903

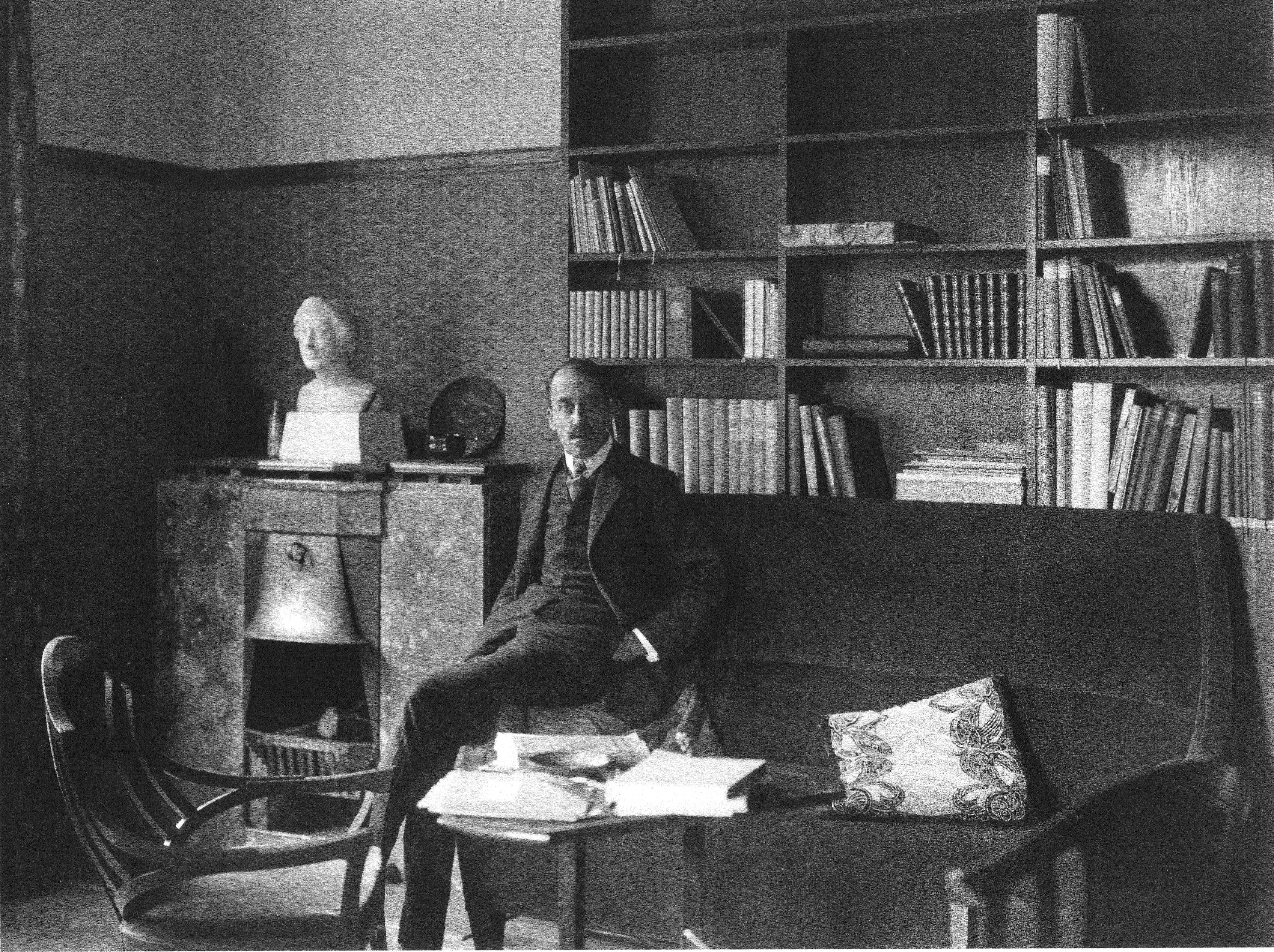
А. Ван де Велде в рабочем кабинете. Ваймар. 1908

Зрелым мастером ван де Велде переехал в 1901 году в Германию. Творчество ван де Велде было известно в Германии посредством таких специализированных журналов, как «Декорация интерьера» (Innen-Dekoration). Ван де Велде совершал длительные лекционные поездки по стране, пропагандируя свои художественные идеи. В результате он стал получать заказы на проекты оформления корпоративных и жилых интерьеров в Берлине и в других городах. На рубеже веков он спроектировал виллу Лёринг в Нидерландах (Villa Leuring) и виллу Эше (Villa Esche) в Хемнице, две работы, которые демонстрируют ранний стиль ар-нуво в архитектуре. В 1900—1902 годах он выполнил внутреннюю планировку и отделку интерьеров музея Фолькванг в Хагене (Северный Рейн-Вестфалия; ныне Остхаус-музей Карла Эрнста) и здание архива Ницше в Ваймаре. Тогда же он построил и собственный дом в Ваймаре. В 1911 году по его проекту были созданы Мемориал Эрнста Аббе в Йене, а в 1913—1915 годах — Вилла Шуленбург.
Ван де Велде поселился в Ваймаре (Тюрингия), где в 1902 году стал художественным советником Уильяма Эрнста, великого герцога Саксен-Ваймар-Айзенахского. В Ваймаре при Школе искусств Великого герцога (Großherzoglich-Sächsischen Kunstschule Weimar) он основал «Экспериментальные художественно-промышленные мастерские», а затем «Велико-герцогскую Саксонскую школу художественных ремёсел» (Großherzoglich-Sächsischen Kunstgewerbeschule Weimar). В 1905—1906 годах ван де Велде строил здания школы, архитектура которых продемонстрировала развитие рационализма и функционализма.
С началом Первой мировой войны из-за своего бельгийского гражданства ван де Велде вынужден был подать в отставку. На должность руководителя школы он предложил кандидатуру ученика Петера Беренса, молодого берлинского архитектора Вальтера Гропиуса. В 1919 году по предложению великого герцога ван де Велде, создал новое учебное заведение, соединив Высшую школу изобразительных искусств (традиционной академической направленности) с Государственным строительным училищем (Staatliche Bauhochschule). В качестве названия сначала использовали «Государственный строительный дом в Ваймаре» (Staatliches Bauhaus Weimar), затем: «Государственная высшая школа строительства и формообразования» (Das Staatliche Hochschule für Bau und Gestaltung), или просто: Баухаус (Bauhaus). Официальной датой открытия нового учебного заведения считается 12 апреля 1919 года.
В 1906 году ван де Велде стал соучредителем Германского Веркбунда. На собрании Веркбунда в Кёльне в 1914 году он выступил против Германа Мутезиуса, неофициального лидера Веркбунда, и их дебаты ознаменовали собой начало новой истории технической эстетики и архитектуры. Ван де Велде отстаивал творческую индивидуальность художников, в то время как Мутезиус призывал к функционализму и стандартизации процесса проектирования.

### Последние годы
В конце войны в 1918 году ван де Велде, как иностранный гражданин, всё же был вынужден покинуть Ваймар. Он переехал в Швейцарию, а затем в Нидерланды. В 1926 году вернулся в Брюссель. В 1925 году был назначен профессором Института истории искусств и археологии Гентского университета, где читал лекции по истории архитектуры и декоративно-прикладного искусства (1926—1936). Ван де Велде сыграл важную роль в основании в Брюсселе Высшего института декоративного искусства (Hoger Instituut voor Decoratieve Kunsten), более известного как «Ла Камбр» (La Cambre), по названию аббатства, на территории которого он был создан.
В 1938 году Анри ван де Велде проектировал Музей Крёллер-Мюллер близ Оттерло. Функциональная простота этого сооружения делает музей Крёллер-Мюллер классическим образцом современного музейного здания. Специальные устройства обеспечивают равномерность верхнего света в экспозиционных залах. Осмотр собрания живописи завершается у стеклянной стены здания, за которой располагается парк с озером, где продолжается экспозиция скульптур.
В 1947 году ван де Велде поселился в Швейцарии, в коммуне Оберэгери, где, спустя десять лет скончался в возрасте девяноста четырёх лет. Последним трудом ван де Велде являются его мемуары, в которых он подробно описал свою творческую жизнь и раскрыл свои теоретические идеи.

## Символическая концепция творчества
Творчество Анри ван де Велде подчёркнуто космополитично и, одновременно, традиционно, что отличает наследие мастера от неоромантического направления большинства художников периода модерна. «Моя цель выше простых поисков нового; речь идёт об основаниях, на которых мы строим свою работу и хотим утвердить новый стиль», — писал ван де Велде. Однако современность требовала создания нового стиля, основанного на символическом языке художественных форм. Свои идеи «нового символизма» художественного творчества ван де Велде изложил в работах «Общие замечания о синтезе искусств» (1895) и «Возрождение современного прикладного искусства» (1901).
Ван де Велде считал, что развитие промышленных технологий способно привести искусство к «новой целостности» после раздробленности периода исторических стилизаций и эклектики: «Если промышленности снова удастся сплавить стремящиеся разойтись искусства, то мы будем радоваться и благодарить её за это. Обусловленные ею преобразования — не что иное, как естественное развитие материалов и средств выразительности различных областей искусства и приспособление к требованиям современности… Я стараюсь изгнать из декоративного искусства всё, что его унижает, делает бессмысленным; и вместо старой символики, утратившей всякую эффективность, я хочу утвердить новую и столь же непреходящую красоту».
Ван де Велде считал основой нового языка художественных форм простую линию, но только тогда, когда она приобретает благодаря художнику символическое значение. Это была идея "нового художественного синтеза, противоположная эклектизму предыдущего периода развития искусства. Свою теорию ван де Велде назвал «динамографической» и изложил её в статье «Линия — сила» (1898). Линия, по убеждению художника, призвана «не изображать что-либо конкретное, а выражать действие жизненных сил» и для этого она должна обладать собственными формальными достоинствами и быть абстрагированной от предметного содержания.
Свои взгляды на специфику использования материалов в искусстве, как традиционных, так и современных, Ван де Велде изложил в 1910 году на страницах лейпцигского альманаха «Essais» в программной статье «Одушевление материала как принцип красоты». В этой статье ван де Велде полемизировал с традиционным мнением, будто художник обязан «правдиво выявлять» природную красоту материала. «Ни один материал, — писал ван де Велде, — не может быть красивым сам по себе. Он обязан своей красотой духовному началу, которое привносит в природу художник». Одухотворение «мёртвого материала» происходит через его преображение в композиционный материал. При этом художник использует различные средства, и тогда на основе одних и тех же материалов может получать различные результаты. Смысл художественного преображения природных материалов и форм, в отличие от эстетических свойств, объективно присутствующих в природе, по ван де Велде, заключается в дематериализации, придании свойств, которых данный материал не имел до того, как его коснулась рука художника. Именно так тяжёлый и грубый камень превращается в тончайшие «невесомое» кружево готических соборов, материальные свойства красителей преображаются в сияние цветовых лучей средневекового витража, а позолота становится способной выразить божественный свет. «Оживлять» мрамор, который мы знаем по шедеврам античности, умели, каждый по-своему, гениальный Микеланджело и гений итальянского барокко Джан Лоренцо Бернини. Сплошь вызолоченная фарфоровая ваза или чашка «под металл» могут быть не менее прекрасны, чем тончайшая полихромная роспись, оттеняющая сверкающую белизну того же фарфора. Разве можно сказать, что естественная текстура дерева декоративнее, чем его поверхность покрытая яркой краской и позолотой, а матовый бисквит (неглазурованный фарфор) выглядит лучше блестящей глазури? Художественное преображение материала, по утверждению ван де Велде, составляет суть символизма в искусстве.

## Галерея

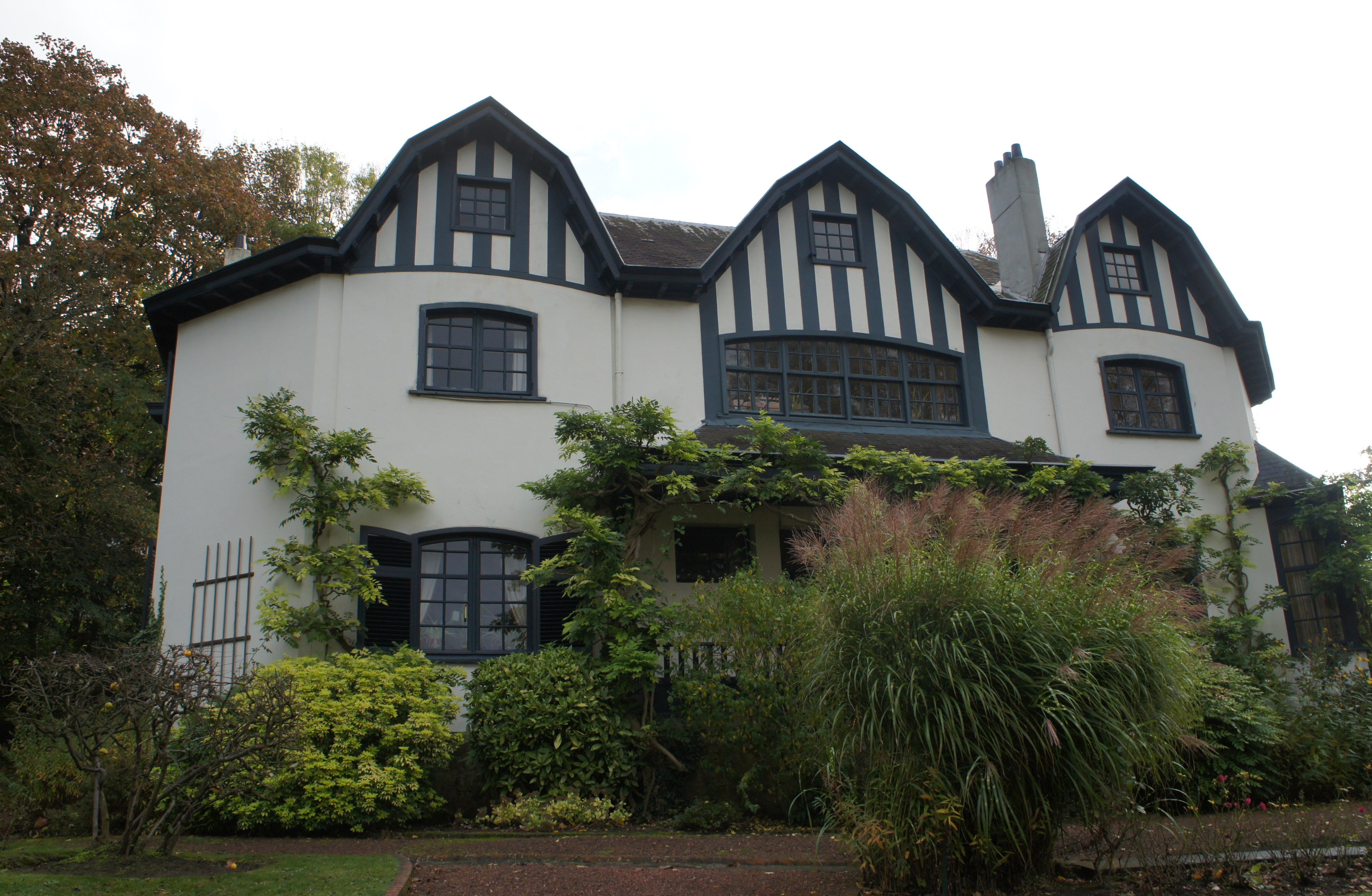
Вилла Блуменверф. 1895. Уккел, Бельгия
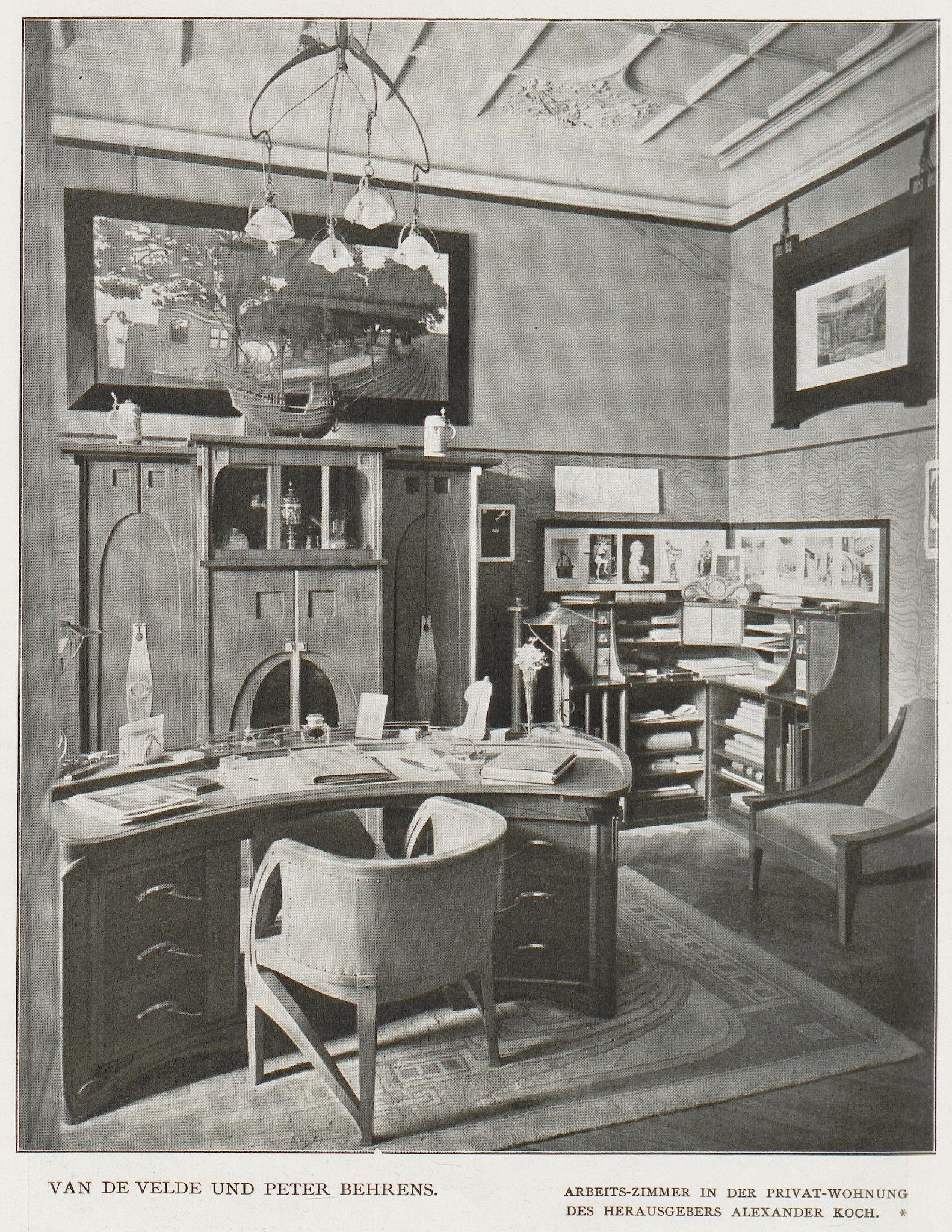
Рабочий кабинет. Петер Беренс и А. ван де Велде. Ок. 1903 г.
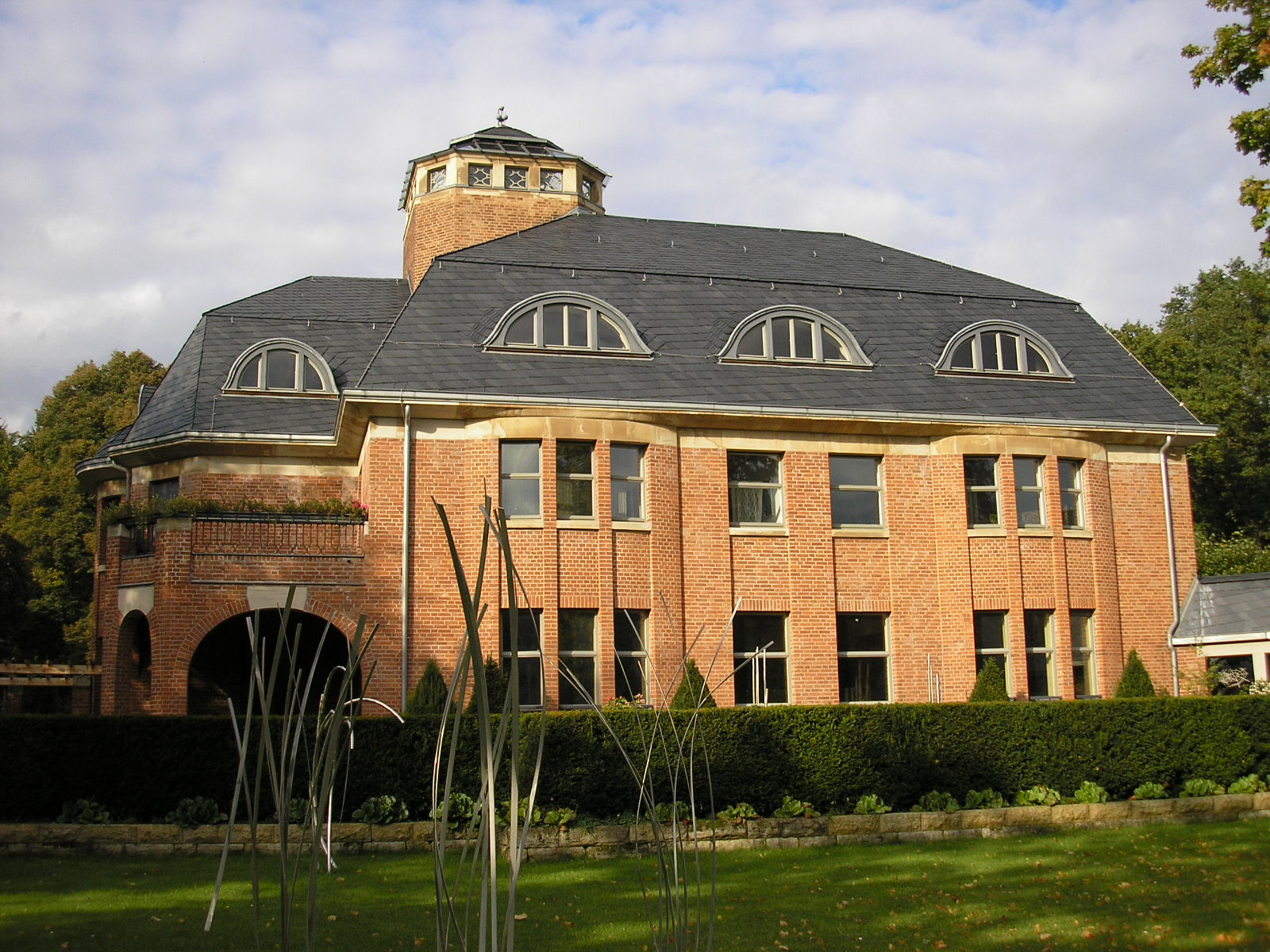
Вилла Шуленбург. 1913—1915. Гера, Тюрингия
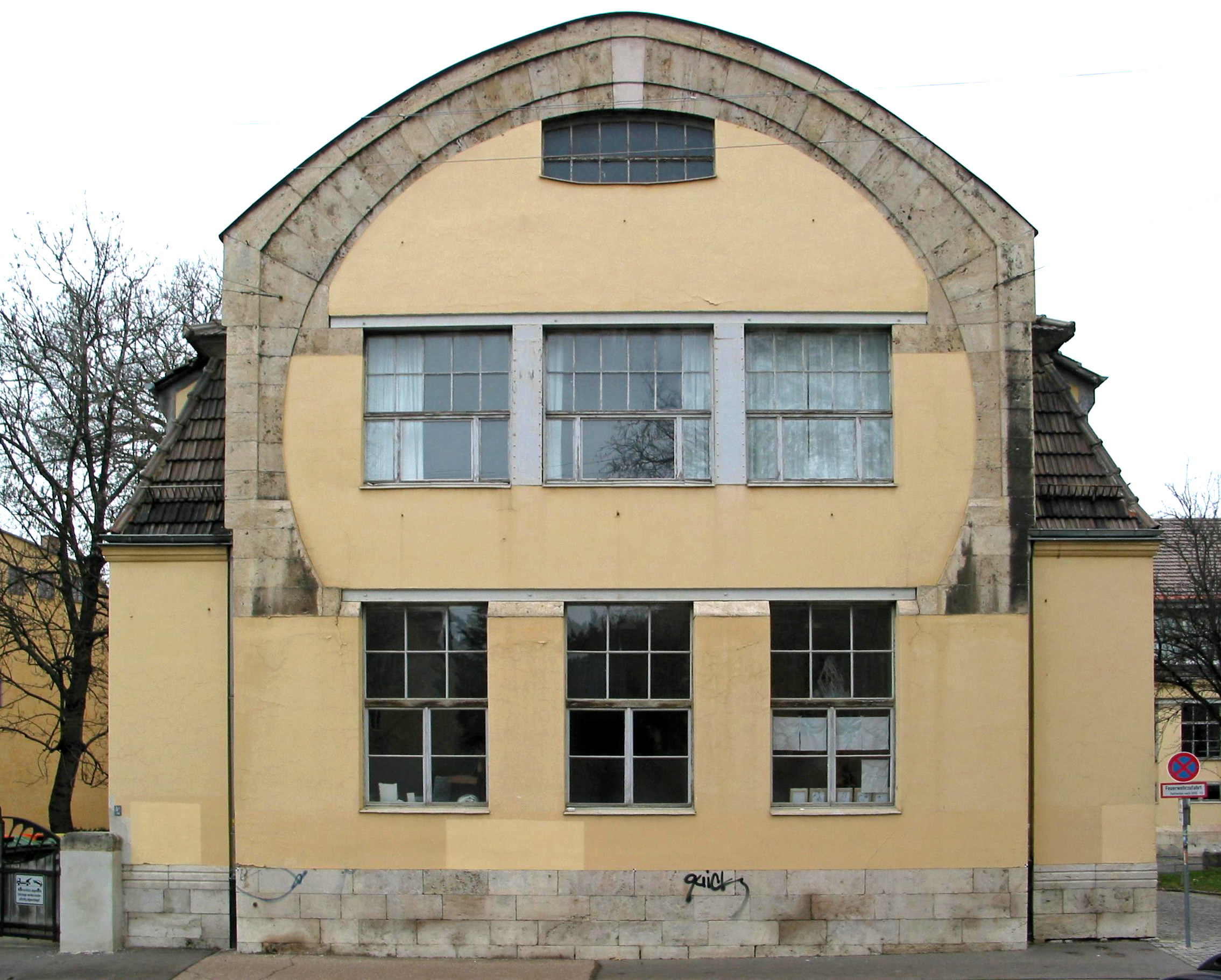
Дом директора Велико-герцогской Саксонской школы художественных ремёсел в Ваймаре. 1905—1906
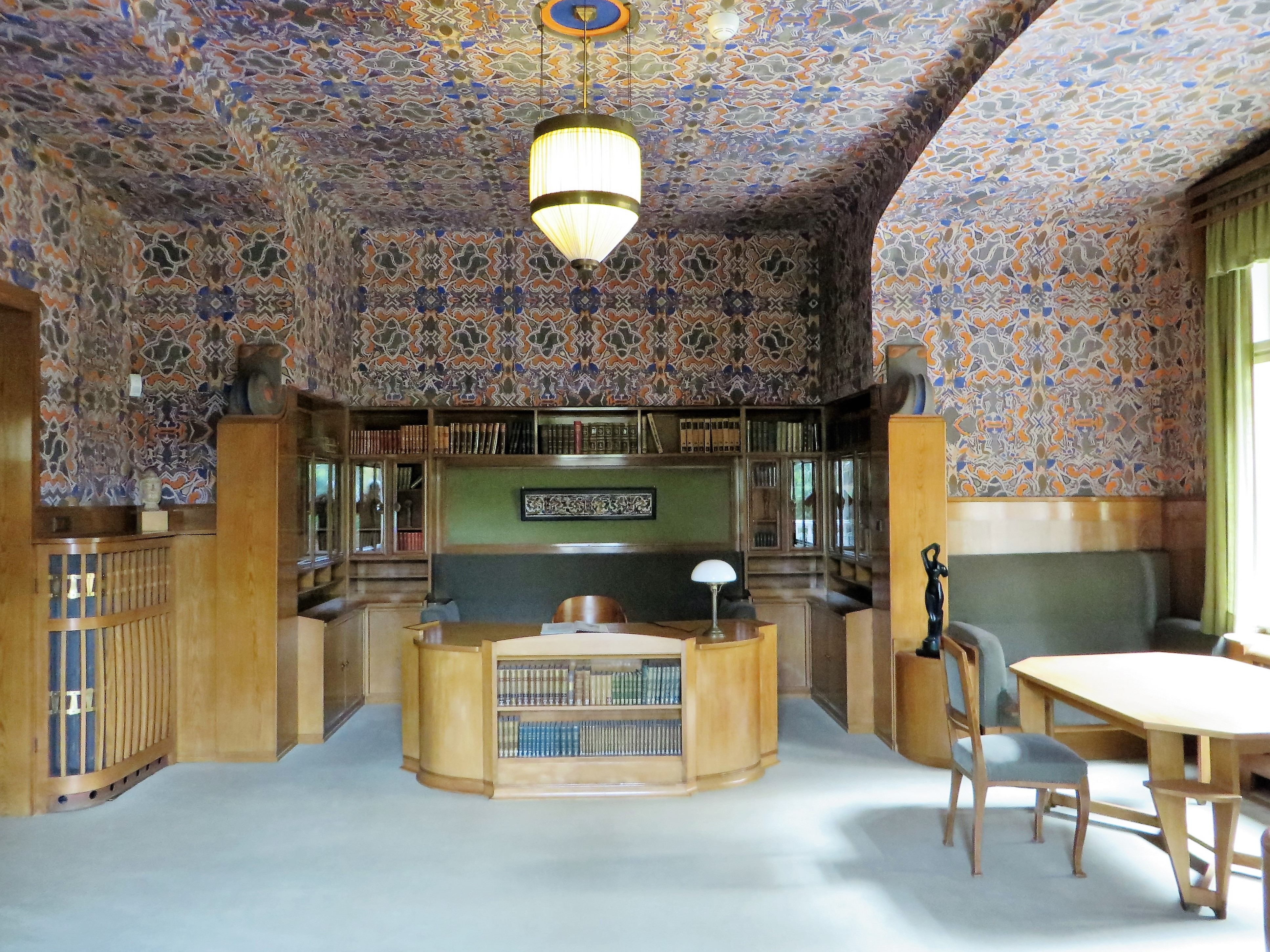
Кабинет Карла Эрнста Остхауса. Хаген. 1911
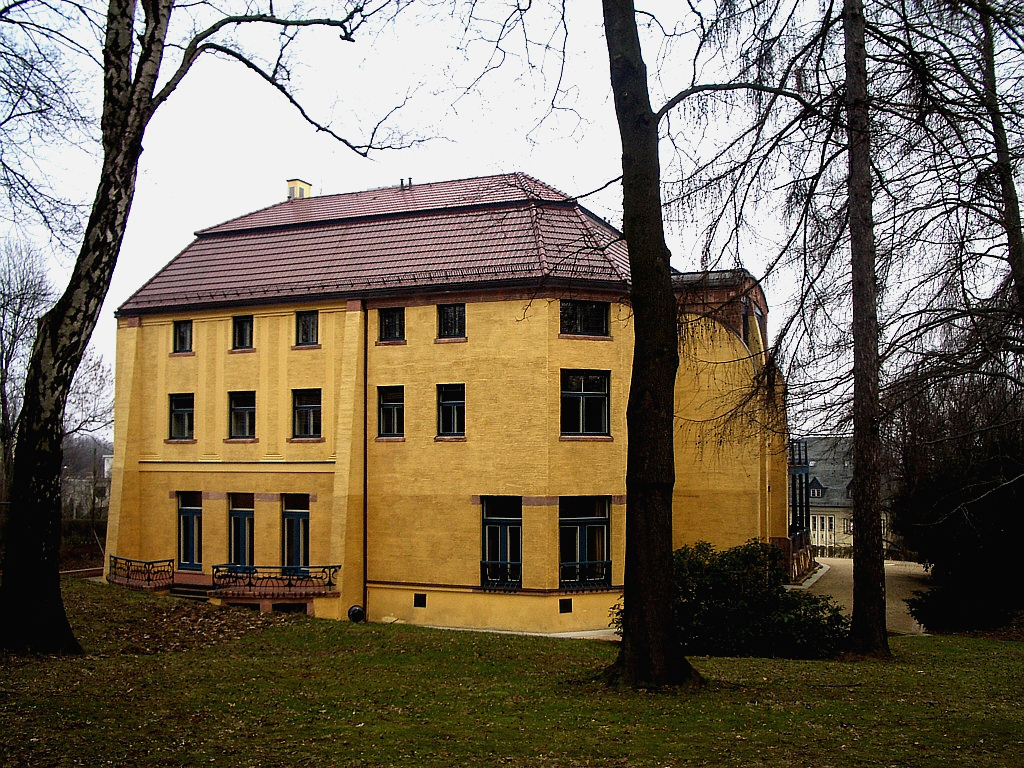
Вилла Эше. Хемниц. 1899—1900
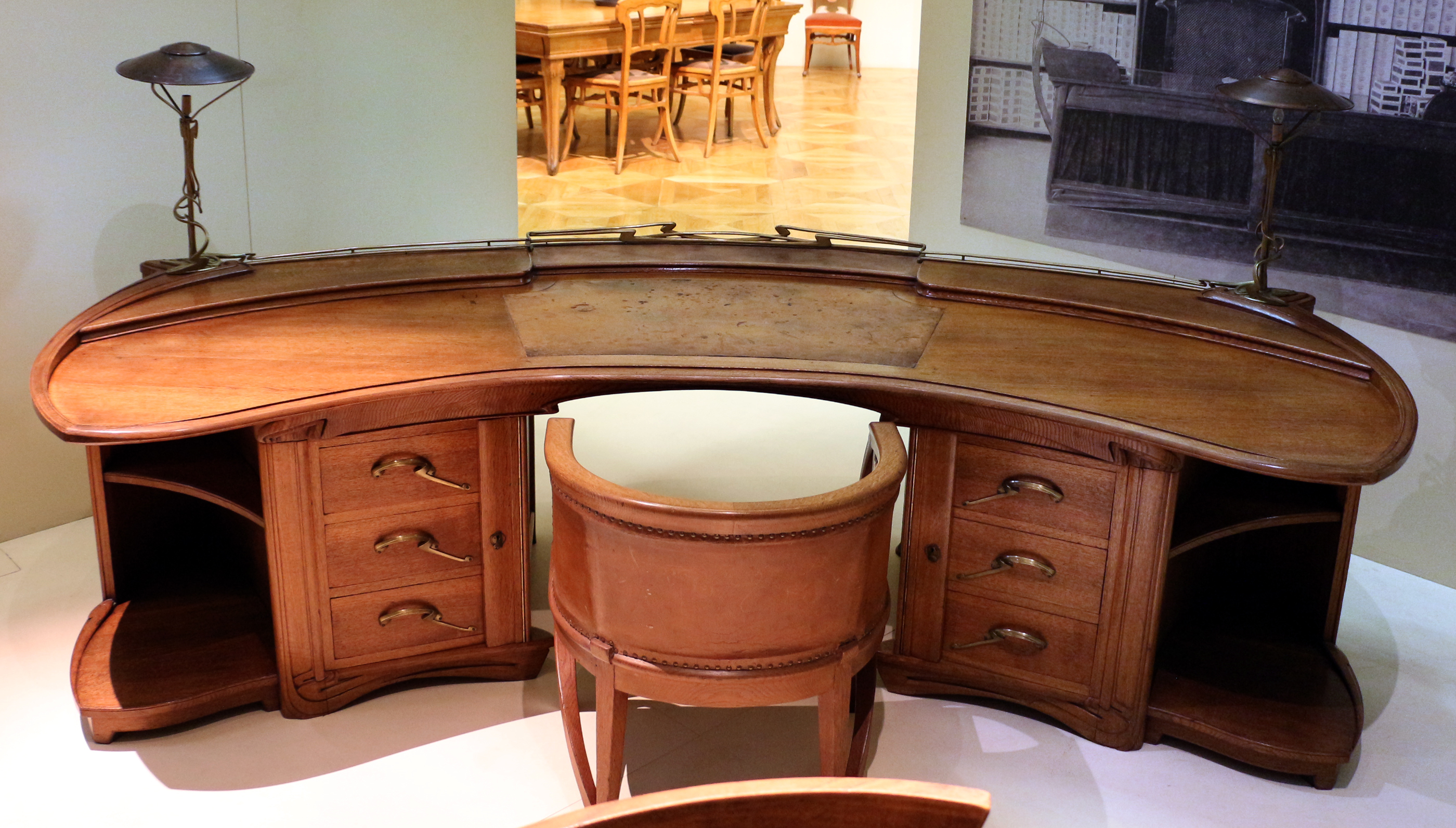
Письменный стол. 1898—1899. Музей Д’Орсе, Париж
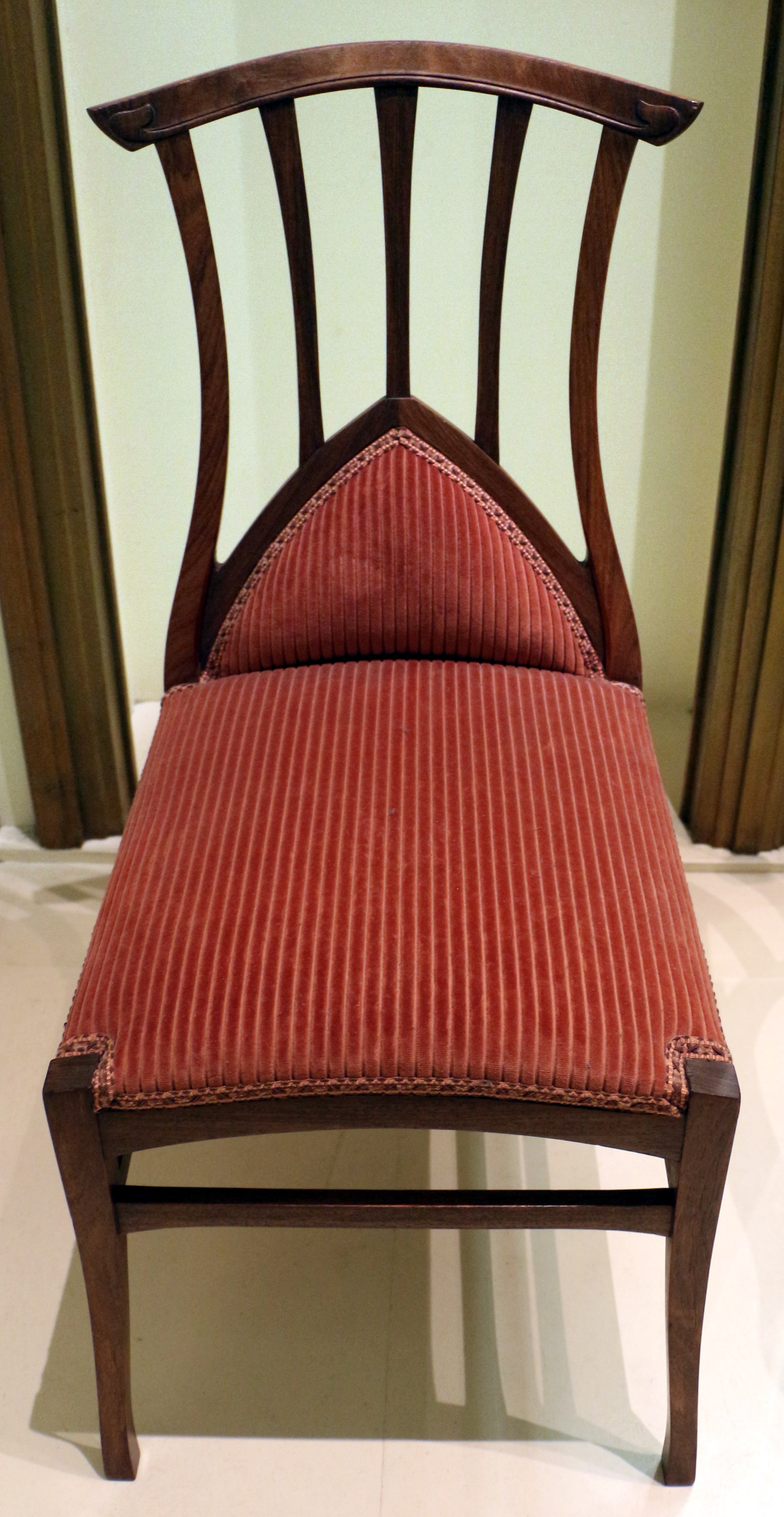
Стул для гостиной дома банкира Луи Бауэра в Брюсселе. 1896
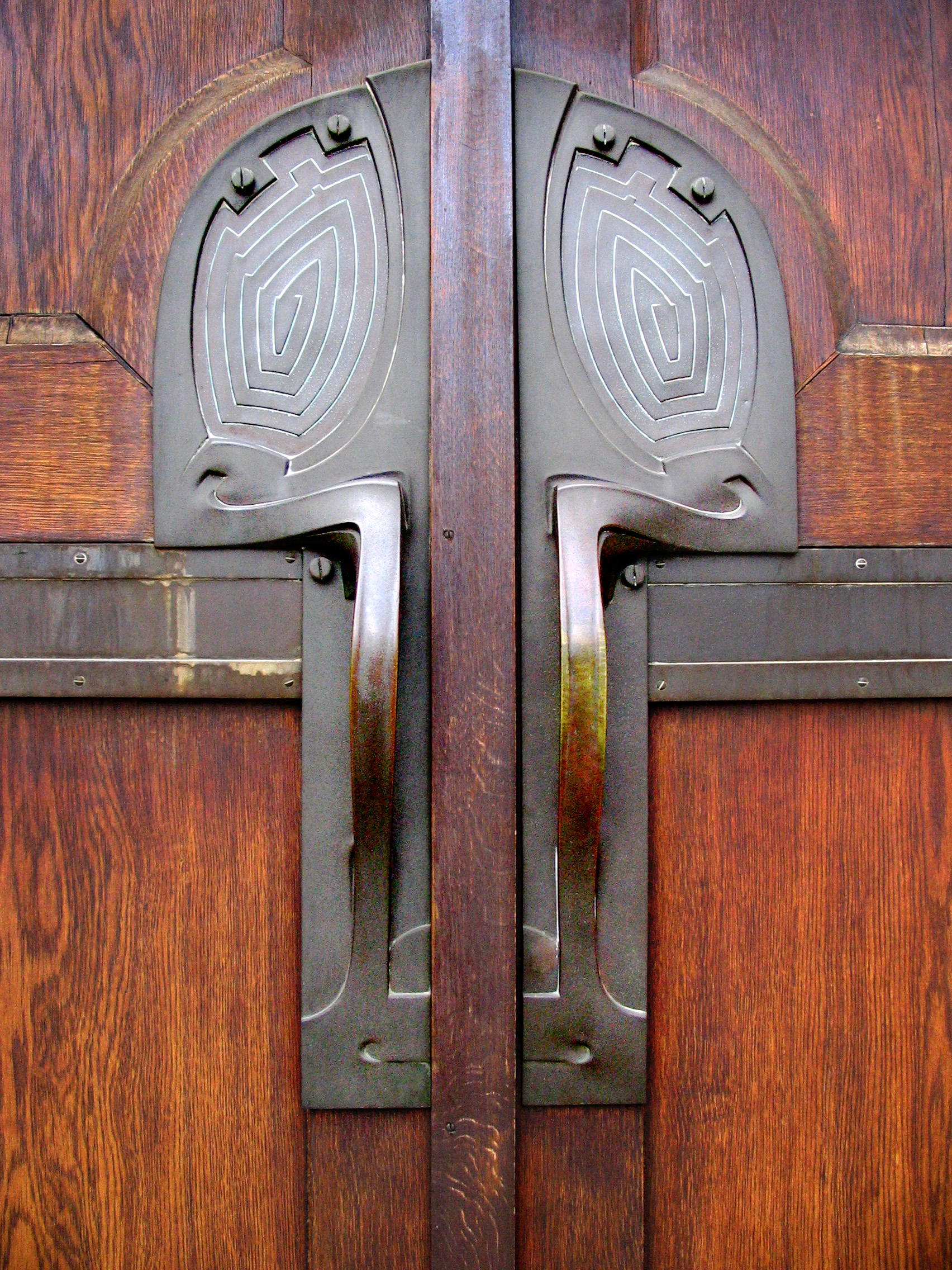
Дверные ручки. Ницше-архив, Ваймар. 1900—1902
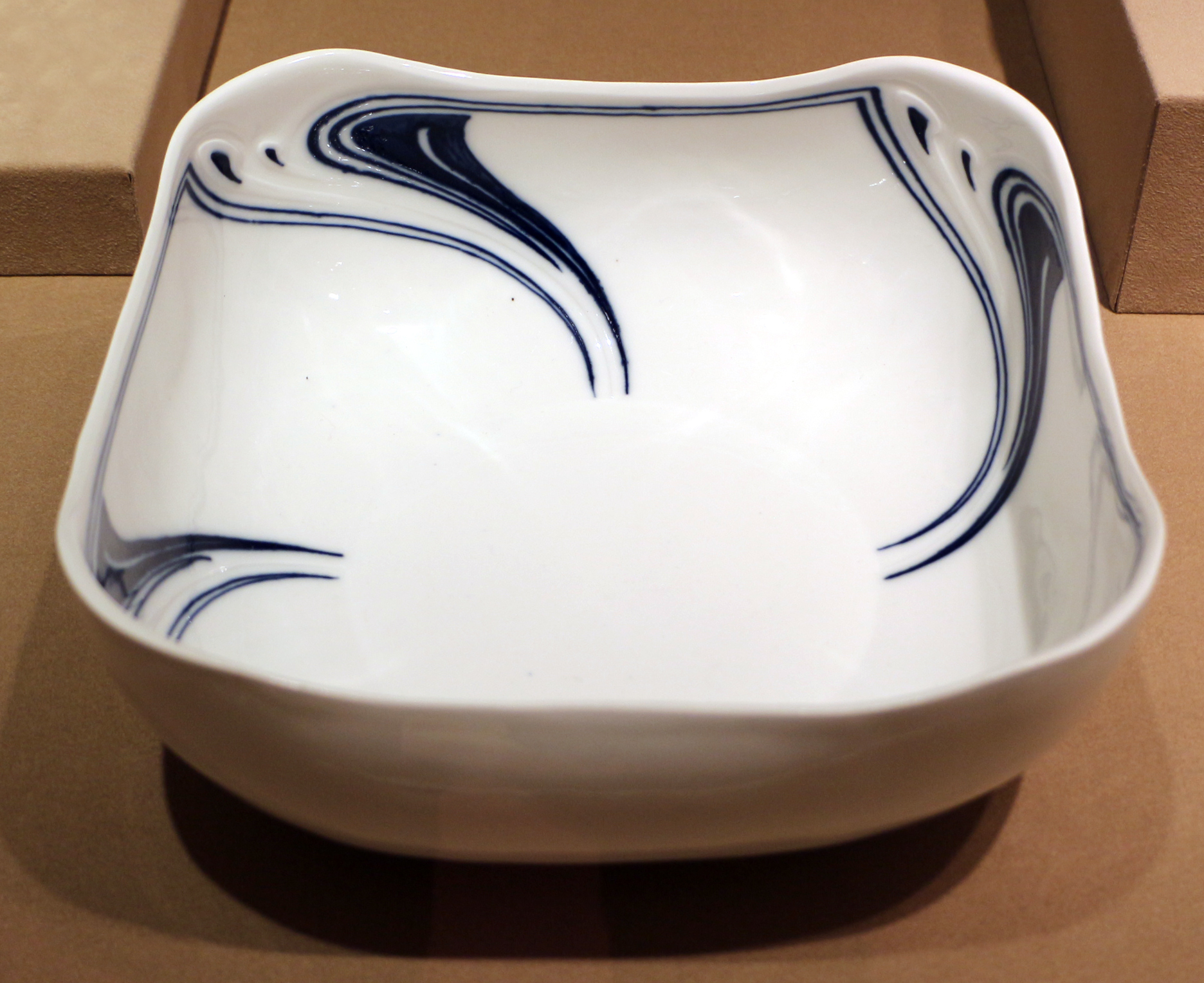
Салатник. 1903—1904. Фарфор. Майссен
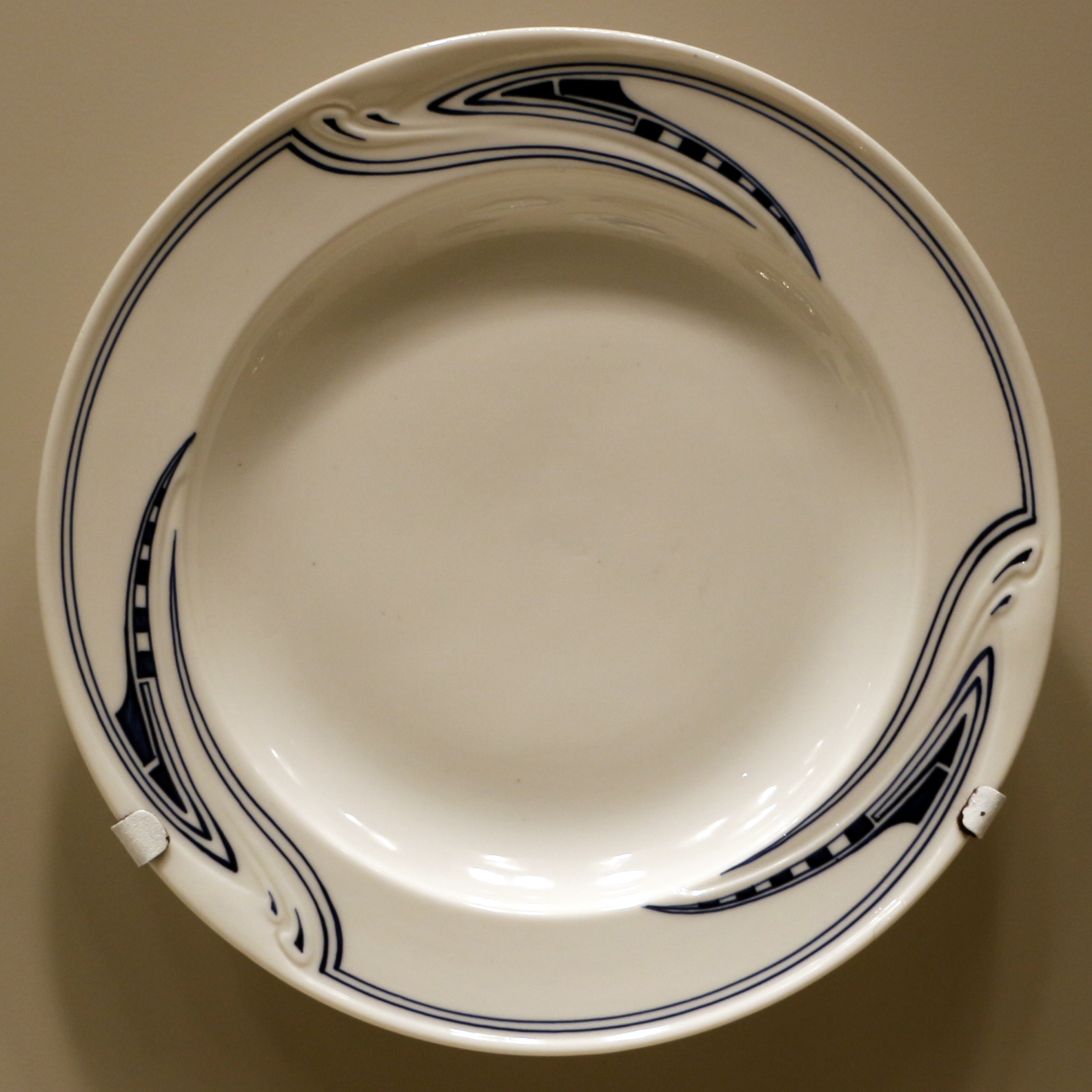
Тарелка. 1904—1905. Фарфор. Майссен
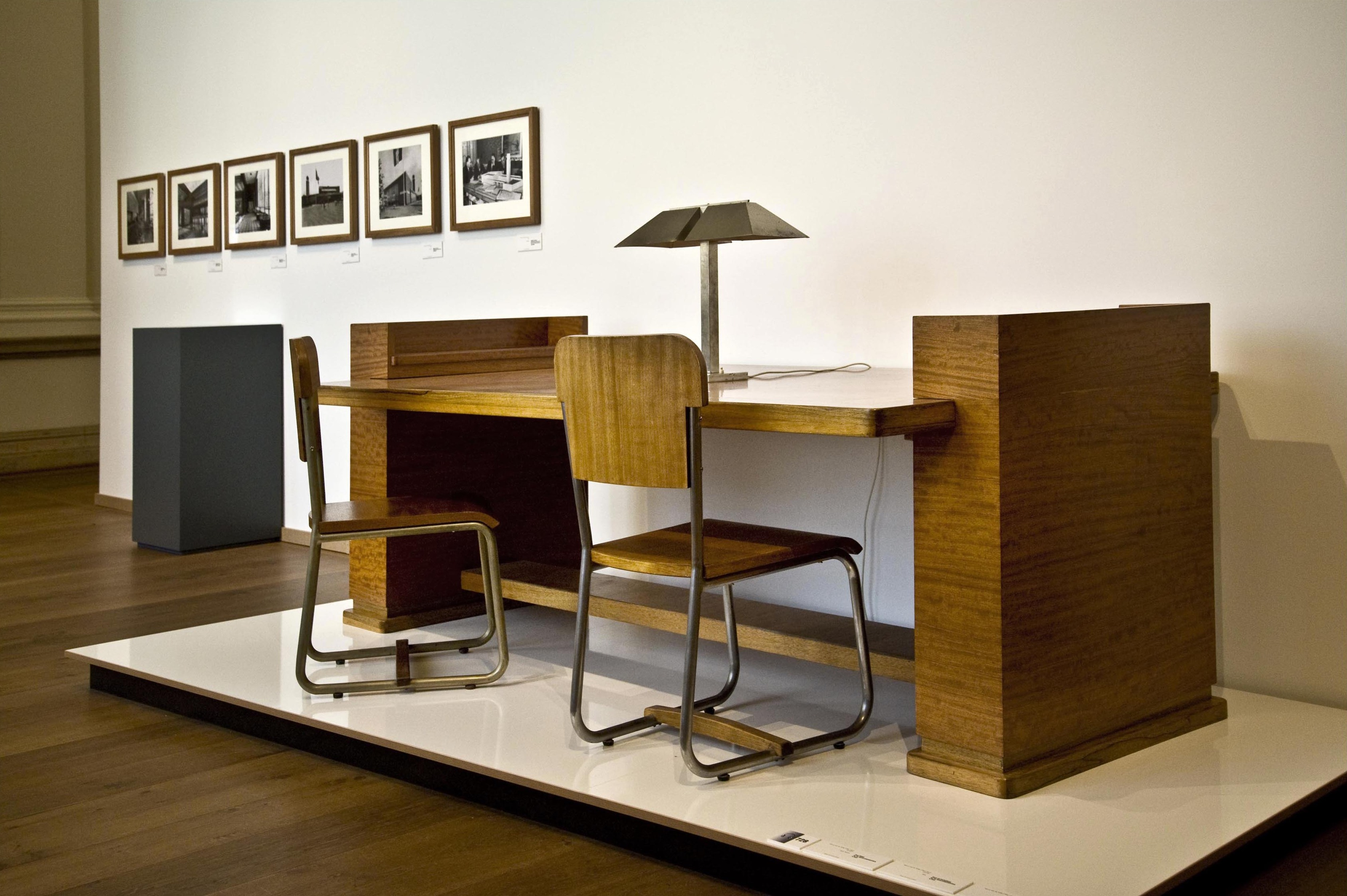
Мебель по проектам А. ван де Велде. 1939. Экспозиция в Новом музее, Ваймар. 2013
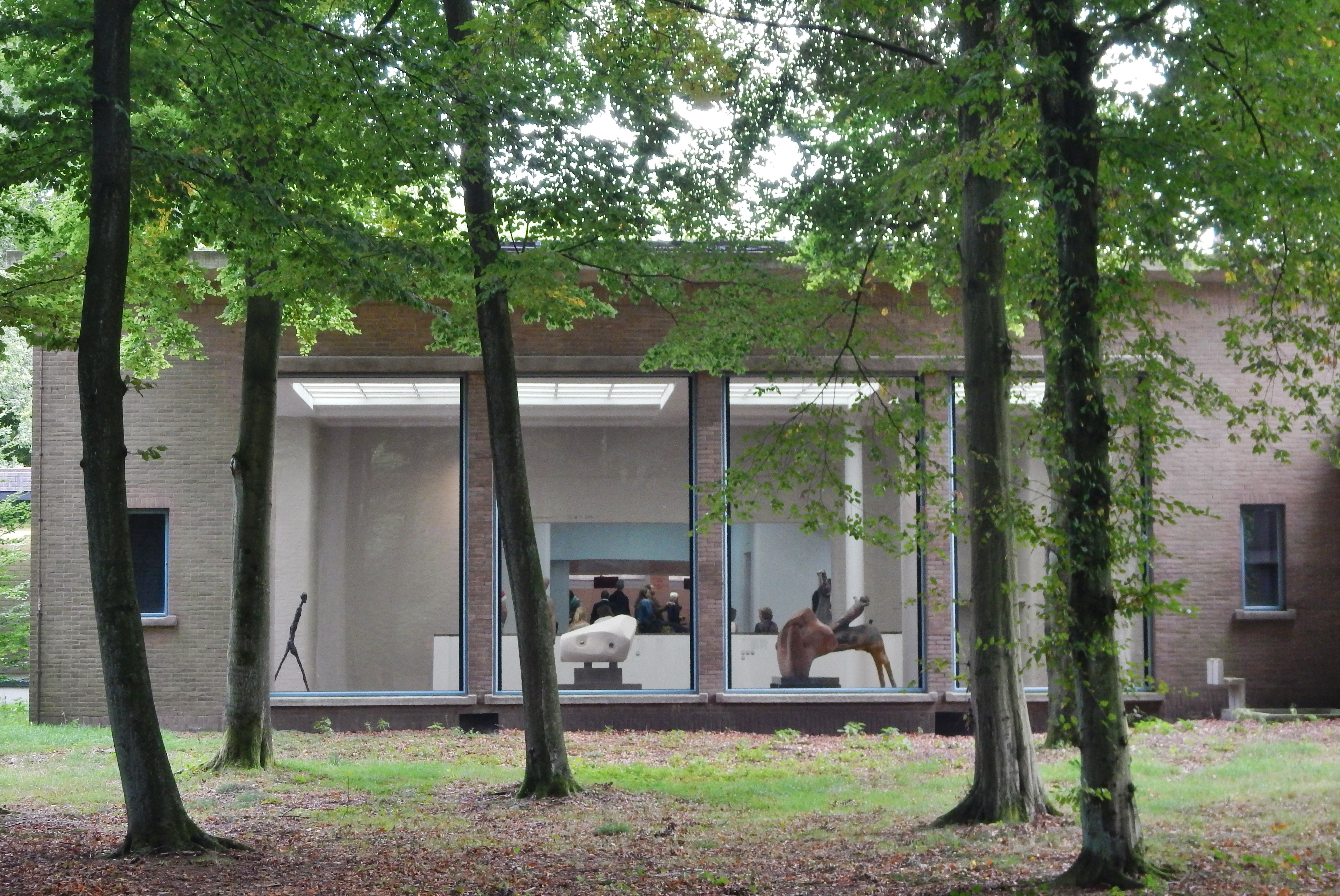
Музей Крёллер-Мюллер. Оттерло. 1938